# Барский, Михаил Ильич
Михаи́л Ильи́ч Ба́рский (31 января 1933 — 5 апреля 2012) — украинский советский режиссёр-постановщик и драматург. Заслуженный деятель искусств Украинской ССР (1989). Народный артист Украины (1992).

## Биография
В 1968 году окончил Киевский театральный институт им. И. К. Карпенко-Карого.
С 1965 по 1989 годы работал главным режиссёром Кировоградского областного телерадиокомитета. С 1989 года возглавил Кировоградский украинский академический музыкально-драматический театр им. М. Л. Кропивницкого. Он был первым, кто стал не просто главным режиссёром, а художественным руководителем театра. Основную ставку Барский сделал на музыкальные спектакли и оперетту.
В 1996 году эмигрировал в Израиль. В последние месяцы своей жизни, Михаил Ильич тяжело переживая за состоянием дел в Кировоградском театре говорил своему другу — бывшему дирижёру театра (ныне проживающему в Германии) — "Эх, друг может нам вернуться в театр и показать им всем как надо работать и отдавать всего себя театру! "
Умер 5 апреля 2012 года.

## Творчество
Автор ряда пьес, в том числе
- «Високе небо» (1981),
- «Коли розлучаються двоє» (1992),
- «Жених напрокат» (1992),
- «Мила сімейка» (в соавторстве с В. Шураповым и Н. Нусбаумом, 1995),
- «Оперета дарує усмішку» (1994).

## Постановщик спектаклей
- «97» Н. Кулиша (1989),
- «Тітка Чарлея» О. Фельцмана (1989),
- «Високе небо» М. Барского (1989),
- «Чоловік та жінки» Л. Зорина (1989),
- «Наймичка» И. К. Карпенко-Карого (1990),
- «Василь Миронович і кумпанія» М. Кропивницкого (1990),
- «Весела вдова» Ф. Легара (1991),
- «Пошились у дурні» М. Кропивницкого (1991),
- «Як наші діди парубкували» В. Канивца (1991),
- «Жених напрокат» (1992),
- «Сільва» И. Кальмана (1992),
- «Різдвяна ніч» М. Старицкого (1993),
- «Весілля на старості літ» А. Журбина, Г. Фере (1993),
- «Маріца» И. Кальмана (1993),
- «Оперета дарує усмішку» (1994),
- «Моя дружина брехуха» В. Ильина, Ю. Рыбчинского, В. Лукашова (1994),
- «Сава Чалий» И. К. Карпенко-Карого (1994),
- «Мила сімейка» В. Шурапова, Н. Нусбаума (1995) и др.